# Heinrich Heine (trein)
De Heinrich Heine was een West-Duitse binnenlandse TEE-trein voor de verbinding Dortmund - Frankfurt. De trein was vernoemd naar de Duitse schrijver Heinrich Heine.

## Geschiedenis
De Heinrich Heine werd op 28 mei 1979 in het TEE-net opgenomen als "spiegeltrein" van de TEE Goethe. Net als de andere TEE's uit het plan IC79 reed de Heinrich Heine alleen op werkdagen. Al in 1980 werd besloten om tijdens de zomer (juni, juli en augustus) helemaal niet te rijden. In 1982 startte Lufthansa met de Airport Express op het traject Düsseldorf-Frankfurt als alternatief voor binnenlandse vluchten, toen de TEE na de zomerpauze op 26 september 1982 weer ging rijden was de dienst teruggebracht tot één rit per week.TEE 28 reed alleen op maandag en TEE 29 reed alleen op vrijdag. Op 27 mei 1983 werd de TEE Heinrich Heine, die op hetzelfde traject dezelfde klantenkring bediende als de Lufthansa Airport Express, opgeheven.

## Trans Europ Express

### Rollend materieel
De treindienst werd meteen gestart met elektrische tractie met getrokken rijtuigen.

#### Tractie
Als locomotieven is de serie 103 ingezet.

#### Rijtuigen
Als rijtuigen werden de, vanaf 1964 gebouwde vervolgseries type Rheingold ingezet.

### Route en dienstregeling
| TEE 29 | land      | station           | km  | TEE 28 |
| ------ | --------- | ----------------- | --- | ------ |
| 19:23  | Duitsland | Dortmund          | 0   | 10:21  |
| 19:44  | Duitsland | Essen             | 34  | 10:00  |
| 19:55  | Duitsland | Duisburg          | 54  | 09:49  |
| 20:09  | Duitsland | Düsseldorf        | 77  | 09:36  |
| 20:36  | Duitsland | Keulen            | 117 | 09:09  |
| 20:56  | Duitsland | Bonn              | 151 | 08:45  |
| 21:31  | Duitsland | Koblenz           | 210 | 08:13  |
| 22:22  | Duitsland | Mainz             | 302 | 07:21  |
| 22:46  | Duitsland | Frankfurt am Main | 340 | 06:56  |

## InterCity
Na een onderbreking van twee jaar keerde de Heinrich Heine op 2 juni 1985 weer terug als IC 608,609 op het binnenlandse Duitse traject Hamburg - Frankfurt am Main. Vier jaar later werd de trein opgenomen in het EuroCity net met de nummers EC 58,59.

## EuroCity

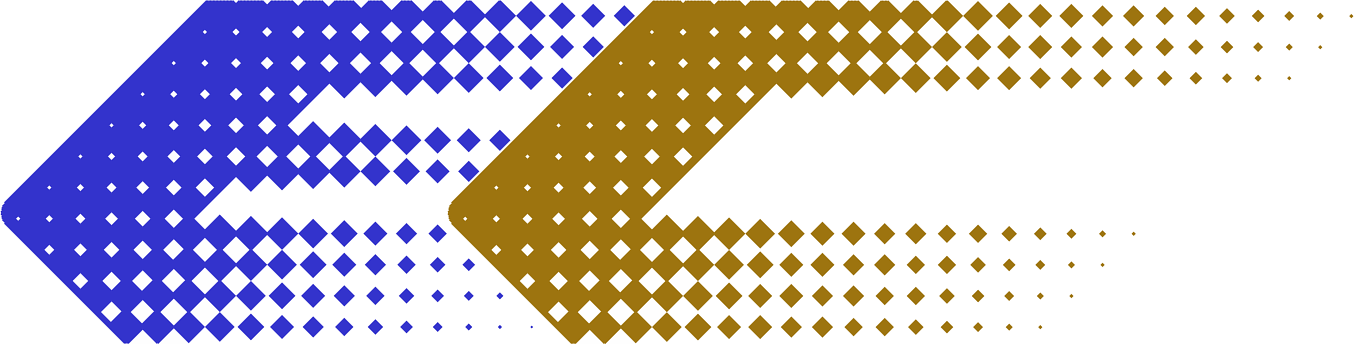
Eurocity logo

De Heinrich Heine versterkte op 28 mei 1989, samen met de EC Gustave Eiffel, de EuroCity dienst tussen Frankfurt am Main en Parijs. Hiermee werd het aanbod aan EuroCity's verdubbeld. De EC 54 bood de mogelijkheid om aan het eind van de middag uit Frankfurt te vertrekken en op weg naar Parijs in de trein te dineren. In de andere richting was EC 55 de vroegste EuroCity van de dag uit Parijs naar Frankfurt.

### Route en dienstregeling
| EC 54 | land      | station           | km  | EC 55 |
| ----- | --------- | ----------------- | --- | ----- |
| 16:49 | Duitsland | Frankfurt am Main | 0   | 13:13 |
|       | Duitsland | Mannheim          | 81  |       |
|       | Duitsland | Kaiserslautern    | 142 |       |
|       | Duitsland | Saarbrücken       | 209 |       |
|       | Frankrijk | Forbach Lorraine  | 219 |       |
|       | Frankrijk | Metz              | 289 |       |
| 23:11 | Frankrijk | Paris Est         | 643 | 06:58 |

Op 2 juni 1991 werd de route in oostelijke richting verlengd tot Dresden en op 28 juni 1995 volgde een verdere verlenging tot Praag. Vanaf 27 mei 1997 verviel het deel tussen Frankfurt am Main en Praag. Op 14 december 2003 werden de namen van de Eurocities tussen Parijs en Frankfurt afgeschaft. De treindienst werd naamloos voortgezet tot de ingebruikname van de LGV-Est op 10 juni 2007.